# Paul Tazewell
Paul Tazewell (* 15. September 1964 in Akron, Ohio) ist ein US-amerikanischer Kostümbildner.

## Leben
Paul Tazewell wuchs in Akron, Ohio auf. Er studierte an der University of North Carolina School of the Arts und der Tisch School of the Arts. Er war Associate Professor an der  Carnegie Mellon University in Pittsburgh von 2003 bis 2006.
Ursprünglich arbeitete er vor allem am Theater, insbesondere am Broadway sowie bei einigen Off-Broadway-Shows, später auch für Film- und Fernsehen. Während seiner langjährigen Karriere erhielt er zahlreiche Auszeichnungen, darunter vier Helen Hayes Awards, zwei Lucille Lortel Awards sowie die Princess the Grace Statue Award von der  Princess Grace Foundation. Außerdem war er für sechs Tony Awards nominiert. Er bekam diesen 2016 für seine Arbeit an Hamilton. 2016 gewann er mit seinem Designteam einen Emmy für das Fernsehspecial The Whiz Live! auf NBC. 2018 war er für Jesus Christ Superstar Live in Concert nominiert.
Bei der Oscarverleihung 2022 erhielt er eine Nominierung für das Beste Kostümdesign für seine Arbeit an dem Film West Side Story. Im selben Jahr wurde er in die Academy of Motion Picture Arts and Sciences (AMPAS) berufen, die alljährlich die Oscars vergibt. Im Jahr 2025 hat er den Oscar für das Beste Kostümdesign für den Film Wicked erhalten. Damit ist er der erste schwarze Mann in der Geschichte der Oscarverleihung, dem diese Ehre in der Sparte Bestes Kostümdesign zuteilwurde.

## Theater
Broadway
- 1996–1999: Bring in 'Da Noise, Bring in 'Da Funk
- 1998–1999: On the Town
- 1999: The Gershwins' Fascinating Rhythm
- 2002: Elaine Stritch at Liberty
- 2002–2003: Russell Simmons Def Poetry Jam
- 2004: Drowning Cow
- 2004: A Raisin in the Sun
- 2004: Caroline, or Change
- 2005–2008: The Color Purple
- 2006: Hot Feet
- 2008–2011: In the Heights
- 2009: Guys and Dolls
- 2009–2012: Memphis
- 2010: The Miracle Worker
- 2011: Lombardi
- 2012: Jesus Christ Superstar
- 2012: Magic/Bird
- 2012: A Streetcar Named Desire
- 2014–2015: Side Show
- 2015: Doctor Zhivago
- seit 2015: Hamilton
- 2018: Escape to Margaritaville
- 2018: Summer
- 2019–2022: Ain't Too Proud
- seit 2022: MJ The Musical
- seit 2022: Mr. Saturday Night

Off-Broadway
- 1992: Before it Hits Home im Joseph Papp Public Theater / LuEsther Hall
- 1993: Playboy of the West Indies im Mitzi E. Newhouse Theater
- 1994: The African Company Presents Richard III im Joseph Papp Public Theater / Newman Theater
- 1994: Blade to the Heat im Joseph Papp Public Theater / Anspacher Theater
- 1996: Venus im Joseph Papp Public Theater / Martinson Hall
- 1996: Henry V im Delacorte Theater
- 1996: Monster im New York Theatre Workshop
- 1996: So It's Come to This and Emmett: A One-Mormon Show im New York Theatre Workshop
- 1997: One Flea Spare im Joseph Papp Public Theater / Martinson Hall
- 1997: On the Town im Delacorte Theater
- 1998: Dinah Was im WPA Theatre
- 2001: Once Around the City im Second Stage Theatre
- 2001: Elaine Stritch at Liberty im Joseph Papp Public Theater / Newman Theater
- 2002: Thunder Knocking on the Door im	Minetta Lane Theatre
- 2002: Boston Marriage im Joseph Papp Public Theater / Martinson Hall
- 2003: Flesh and Blood im New York Theatre Workshop
- 2003: Fame on 42nd Street im Little Shubert Theatre
- 2003: Caroline, or Change im Joseph Papp Public Theater / Newman Theater
- 2005: McReele im Laura Pels Theatre
- 2007: In the Heights im 37 Arts/Theatre A
- 2009: Ruined im New York City Center/Stage I
- 2013: Fetch Clay, Make Man im New York Theatre Workshop
- 2015: Hamilton im Joseph Papp Public Theater / Newman Theater
- 2015: The Liquid Plain im	Pershing Square Signature Center / The Alice Griffin Jewel Box Theatre
- 2015: Barbecue im	Joseph Papp Public Theater / Newman Theater
- 2016: Smart People im	Second Stage Theatre
- 2016: Skeleton Crew im Linda Gross Theater
- 2016: Privacy im Joseph Papp Public Theater / Newman Theater
- 2017: Julius Caesar im Delacorte Theater
- 2018: Kings im Joseph Papp Public Theater / LuEsther Hall
- 2020: The Unsinkable Molly Brown im Abrons Arts Center / Playhouse

## Filmografie
- 2002: Elaine Stritch at Liberty (Fernsehspecial)
- 2005: Lackwanna Blues (Fernsehfilm)
- 2010: The Tempest
- 2015: The Wiz Live! (Fernsehspecial)
- 2017: The Immortal Life of Henrietta Lacks
- 2018: Jesus Christ Superstar Live in Concert (Fernsehspecial)
- 2019: Harriet – Der Weg in die Freiheit (Harriet)
- 2020: Hamilton
- 2021: West Side Story
- 2024: Wicked

## Preise und Auszeichnungen
| Jahr | Resultat  | Award                       | Kategorie                                                         | Werk                                   | Ref.  |
| ---- | --------- | --------------------------- | ----------------------------------------------------------------- | -------------------------------------- | ----- |
| 1996 | Nominiert | Tony Awards                 | Best Costume Design                                               | Bring in 'Da Noise, Bring in 'Da Funk  | [ 6 ] |
| 1998 | Gewonnen  | Lucille Lortel Award        | Outstanding Costume Design                                        | On the Town                            | [ 7 ] |
| 2002 | Nominiert | AUDELCO Award               | Costume Design                                                    | Thunder Knocking on the Door           | [ 7 ] |
| 2003 | Nominiert | Lucille Lortel Award        | Outstanding Costume Design                                        | Boston Marriage                        | [ 7 ] |
| 2004 | Nominiert | Lucille Lortel Award        | Outstanding Costume Design                                        | Caroline, Or Change                    | [ 7 ] |
| 2006 | Nominiert | Tony Awards                 | Best Costume Design of a Musical                                  | The Color Purple                       | [ 6 ] |
| 2008 | Nominiert | Tony Awards                 | Best Costume Design of a Musical                                  | In the Heights                         | [ 6 ] |
| 2009 | Gewonnen  | AUDELCO Award               | Costume Design                                                    | Ruined                                 | [ 7 ] |
| 2010 | Nominiert | Tony Awards                 | Best Costume Design of a Musical                                  | Memphis                                | [ 6 ] |
| 2012 | Nominiert | Tony Awards                 | Best Costume Design of a Play                                     | A Streetcar Named Desire               | [ 6 ] |
| 2015 | Gewonnen  | Hewes Design Award          | Costume Design                                                    | Hamilton                               | [ 7 ] |
| 2015 | Gewonnen  | Lucille Lortel Award        | Outstanding Costume Design                                        | Hamilton                               | [ 7 ] |
| 2015 | Nominiert | Drama Desk Award            | Outstanding Costume Design                                        | Hamilton                               | [ 7 ] |
| 2016 | Gewonnen  | Emmy                        | Outstanding Costumes for a Variety, Nonfiction or Reality Program | The Wiz Live!                          |       |
| 2016 | Nominiert | CDG Award                   | Outstanding Fantasy Television Series                             | The Wiz Live!                          |       |
| 2016 | Gewonnen  | Tony Awards                 | Best Costume Design of a Musical                                  | Hamilton                               | [ 6 ] |
| 2018 | Nominiert | Emmy                        | Outstanding Costumes for a Variety, Nonfiction or Reality Program | Jesus Christ Superstar Live in Concert |       |
| 2019 | Nominiert | Tony Awards                 | Best Costume Design of a Musical                                  | Ain’t Too Proud                        | [ 6 ] |
| 2016 | Nominiert | CDG Award                   | Excellence in Variety, Reality-Competition, or Live Television    | Jesus Christ Superstar Live in Concert |       |
| 2020 | Nominiert | Black Reel Award            | Outstanding Costume Design                                        | Harriet                                |       |
| 2021 | Gewonnen  | CDG Award                   | Excellence in Variety, Reality-Competition, or Live Television    | Hamilton                               |       |
| 2022 | Nominiert | Black Reel Award            | Outstanding Costume Design                                        | West Side Story                        |       |
| 2022 | Nominiert | Critics’ Choice Movie Award | Best Costume Design                                               | West Side Story                        |       |
| 2022 | Nominiert | CDG Award                   | Excellence in Period Film                                         | West Side Story                        |       |
| 2022 | Nominiert | Oscar                       | Bestes Kostümdesign                                               | West Side Story                        |       |
| 2025 | Gewonnen  | Oscar                       | Bestes Kostümdesign                                               | Wicked                                 |       |